# Happy Happy (песня Халы аль-Турк)
«Happy Happy» — песня бахрейнской певицы Халы аль-Турк, выпущенная в октябре 2013 года; на момент выхода клипа певице было 11 лет. Музыкальный клип стал одним из успешных клипов, исполненных на арабском языке на YouTube, заработав более 100 миллионов просмотров.

## Сюжет и исполнение
Клип снят в формате детского развлекательного видео. По сюжету девочка, роль которой исполняет Хала аль-Турк, готовит для своих друзей торт на свой день рождения. Она танцует и играет с аниматором в костюме ростовой куклы и начинает готовить торт, смешивая различные ингредиенты. 
Затем она достаёт волшебную палочку и с её помощью превращает массу в шоколадный торт, украшает его и несёт другим детям на улицу. Затем все гости и именинница танцуют и играют, при этом она тоже поёт.
Сама песня исполняется на арабском языке, а припев на английском.

## Просмотры
После своего выхода музыкальный клип стал одним из самых успешных, где песня исполнялась на арабском языке. 
В августе 2015 года клип набрал более 100 миллионов просмотров на YouTube, после чего певица опубликовала благодарственное сообщение в Instagrame.